# 살치살

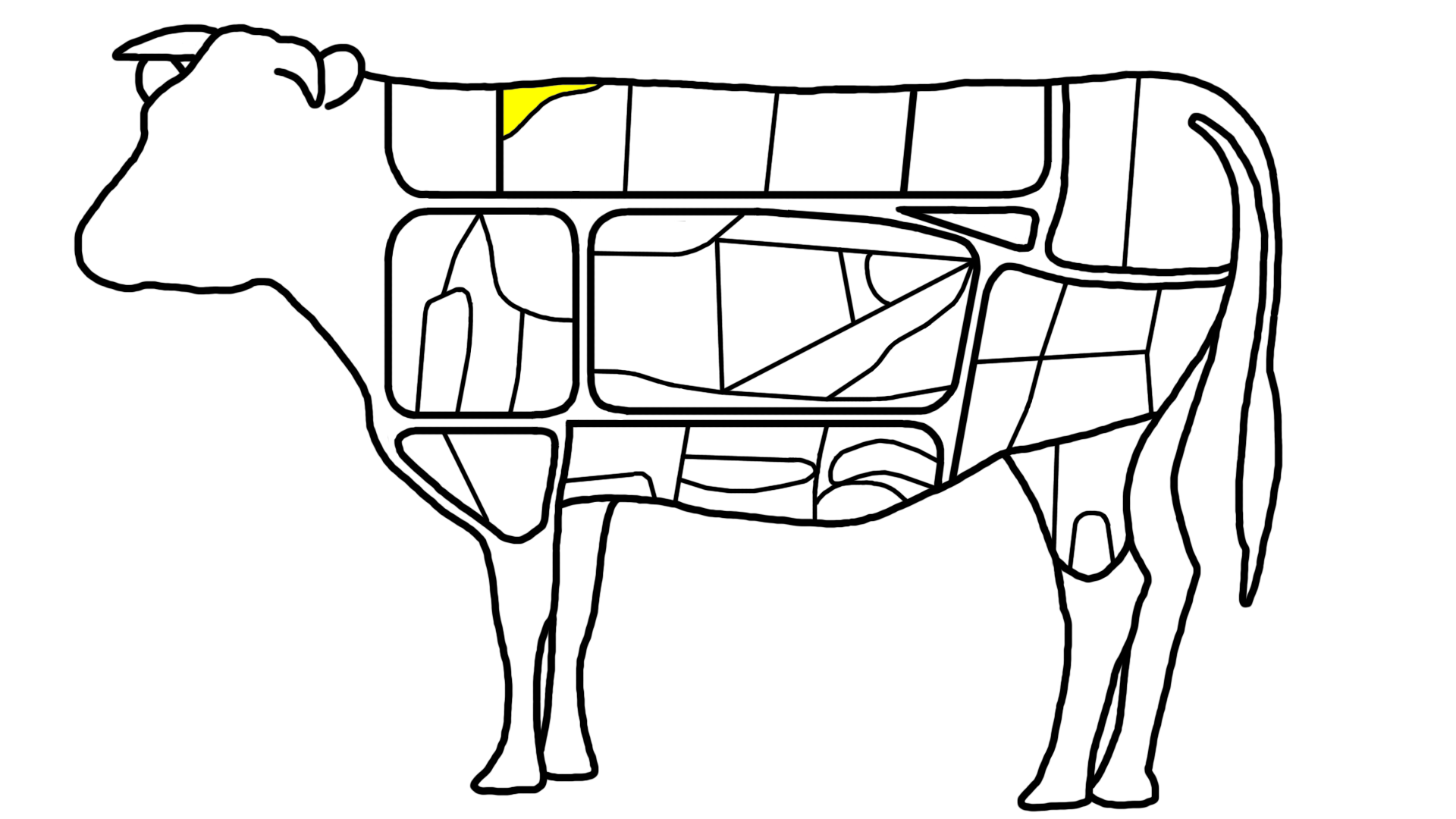
살치살

살치살 또는 살치는 소의 갈비 윗머리에 붙은 고기이다. 한국식 쇠고기 부위로, 윗등심살, 꽃등심살, 아랫등심살과 함께 등심을 이룬다. 찜감, 구잇감, 탕감으로 쓴다.

## 같이 보기
- 립아이
- 안심